# Mycotrupes gaigei
Mycotrupes gaigei is een keversoort uit de familie mesttorren (Geotrupidae). De wetenschappelijke naam van de soort werd in 1954 gepubliceerd door Olson & Hubbell.